# Handliarka
Handliarka (1211 m) – szczyt w Starohorskich Wierchach na Słowacji. Znajduje się w ich głównym grzbiecie, pomiędzy Kečką (1225 m) i  Kozím chrbátem (1330 m. Od tego ostatniego oddziela go przełęcz Hadlanka (ok. 1140 m). Na północ opada z Handliarki krótki grzbiet, rozdzielający doliny Veľká Šindliarka i Barboriná. Stoki południowe opadają do Doliny Uhliarskiej (Uhliarska dolina). Znajdują się na nich Moštenické travertiny.
Handliarka jest łatwo dostępna z ośrodka narciarskiego w miejscowości  Donovaly. Ma długi i płaski grzbiet. Prowadzi przez nią czerwony szlak będący odcinkiem szlaku Cesta hrdinov SNP. Znajduje się na obszarze Parku Narodowego Niżne Tatry (jeszcze do niedawna Starohorskie Wierchy zaliczane były do Niżnych Tatr). Szczyt  Handliarki jest  trawiasty, pokryty pasterskimi halami. Trawiasty jest cały grzbiet ciągnący się od  Kečki po Kozí chrbát. Wiosną zakwitają na nich krokusy. Dzięki trawiastym halom z grzbietu rozciąga się szeroka panorama widokowa obejmująca szczyty Niżnych Tatr, Rudawy Słowackie. Góry Kremnickie, pobliską Wielką Fatrę i Wielki Chocz. 

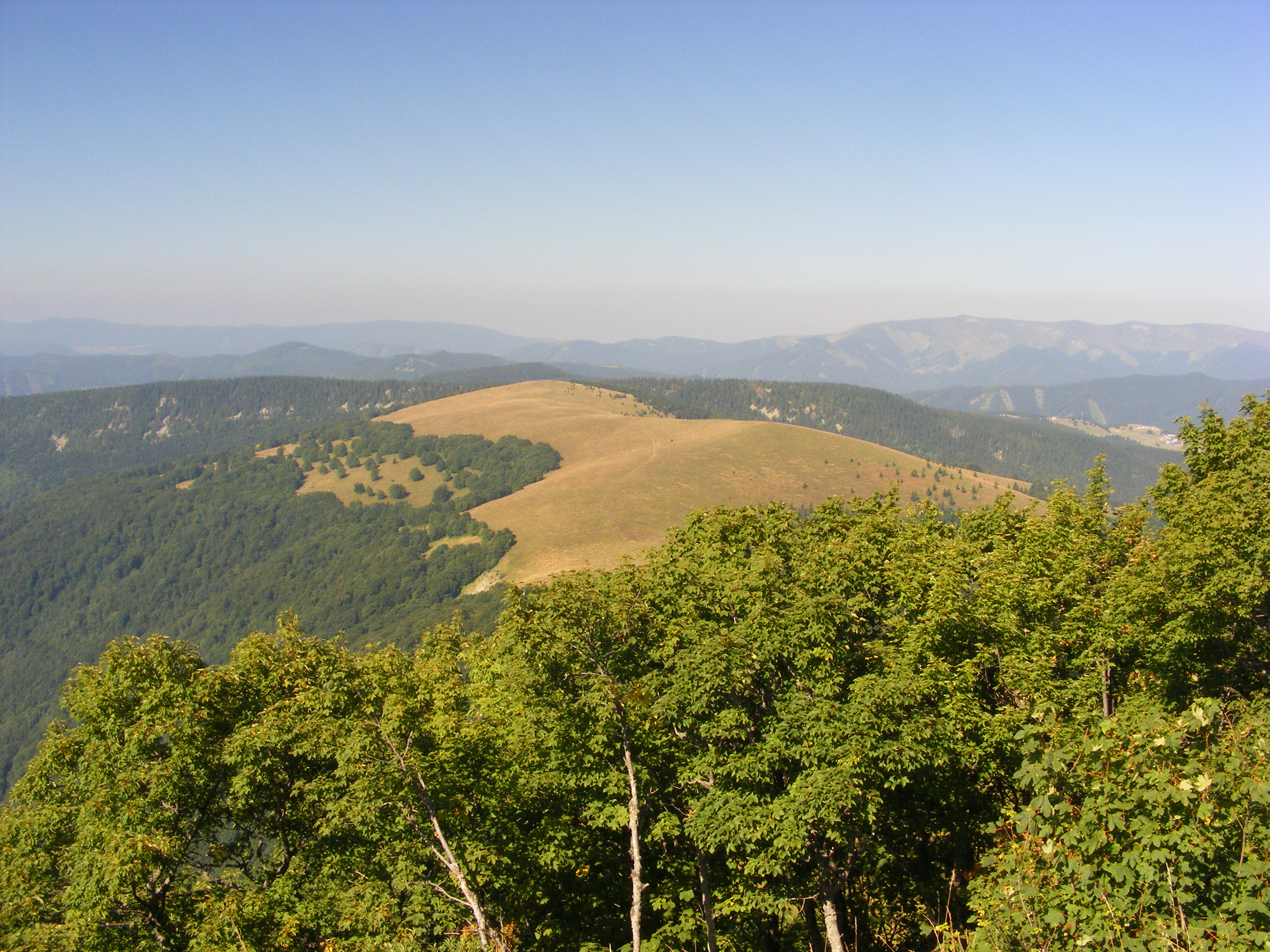
Kečka i Handliarka

## Turystyka
Przez Handliarkę prowadzi szlak turystyki pieszej będący odcinkiem szlaku Cesta hrdinov SNP, a także szlak rowerowy, który przez większość trasy prowadzi tą samą ścieżką, co szlak turystyczny, ale szczyt Kečki i Kozíego chrbátu trawersuje po północnej stronie. Można nim zjechać także przez Dolinę Uhliarską.
  Donovaly – Barania hlava – Bulovský príslop – Kečka – Handliarka – sedlo Hadlanka – Kozí chrbát – Hiadeľské sedlo. Odległość 9,5 km, suma podejść 540 m, suma zejść 435 m, czas przejścia: 3:10 h, z powrotem 3 h
  Donovaly – Handliarka – sedlo Hadlanka – Hiadeľské sedlo – sedlo pod Babou – Korytnica-kúpele – Korytnica rázcestie
  Hadlanka – Sedlo Zubová – Moštenica-Kyslá – Uhliarska dolina – Moštenica